# Demonax bakerioides
Demonax bakerioides là một loài bọ cánh cứng trong họ Cerambycidae.